# Chamácuaro
Chamácuaro es una localidad del estado mexicano de Guanajuato. Es parte del municipio de Acámbaro.

## Toponimia
El nombre «Chamácuaro» proviene del término en purépecha chamanstani. Su significado es «donde se derrumban paredes».

## Demografía
| Gráfica de evolución demográfica |
|                                  |

| Censo | Población |
| ----- | --------- |
| 1900  | 614       |
| 1910  | 500       |
| 1921  | 1 340     |
| 1930  | 1 218     |
| 1940  | 1 156     |
| 1950  | 1 533     |
| 1960  | 2 243     |
| 1970  | 2 366     |
| 1980  | 2 497     |
| 1990  | 2 335     |
| 2000  | 1 616     |
| 2010  | 1 288     |
| 2020  | 1 197     |